# Пирх, Франц Отто фон
Франц Отто фон Пирх (нем. Franz Otto von Pirch; 16 февраля 1733, Кляйн-Носсин — 16 августа 1813, Старгард) — прусский генерал-лейтенант, отец генералов Георга Дубислава Людвига, Отто Карла Лоренца и Кристофа Вильгельма Рюдигера (нем.) фон Пирхов.

## Происхождение
Происходил из старинного померанского дворянского рода Пирхов. Его родителями были армейский капитан польско-саксонской службы Георг Эрнст фон Пирх (1695—1765) и Доротея Элизабета Луиза, урожденная фон Зомниц (1701—1781). У Франца Отто фон Пирха было двенадцать братьев и сестер, причём двое братьев — Георг Лоренц фон Пирх  (нем.; 1730—1797) и Николаус Генрих фон Пирх (нем.; 1736–1808) стали генерал-майорами прусской армии, а третий — Иоганн Эрнст фон Пирх (нем.; 1744–1783) — французским полковником.
Франц Отто фон Пирх воспитывался в доме своего дяди, саксонского генерал-лейтенанта Михаэля Лоренца фон Пирха (нем.; 1687—1761), и учился в средней школе в Дрездене. В 1747 году он поступил кадетом в Саксонский пехотный полк принца Антона. В начале Семилетней войны фон Пирх был взят в плен пруссаками под Пирной 15 октября 1756, и, как и все остальные восемнадцать с половиной тысяч саксонских солдат, захваченных в плен в тот день, добровольно-принудительно зачислен на службу в прусскую армию. При этом фон Пирх был повышен до старшего лейтенанта (со старшинством от 25 октября 1756 года) и первоначально зачислен в свежесформированный полк фон Манштейна, состоявший целиком из пленных саксонцев.
В начале 1757 года Франц Отто фон Пирх служил в рекрутском батальоне пехотного полка фон Беверна, а 2 сентября 1757 г. стал капитаном гренадерского батальона полка фон Ингерслебена. В составе прусской армии фон Пирх сражался в битвах при Райхенбахе, Праге и при осаде Нейссе.
В 1770 году Франц Отто фон Пирх стал майором пехотного полка «Гессен-Кассель». В 1774 году он был награждён орденом «Pour le Mérite». 25 мая 1781 года  фон Пирх стал подполковником, а 7 июня 1782 года — полковником. В 1786 году был официально сопричислен к прусскому дворянству.
20 мая 1789 года Франц Отто фон Пирх был произведен в генерал-майоры, после чего в 1789—1791 годах был шефом пехотного полка фон Гауди, квартировавшего в Везеле, в 1791—1795 годах — шефом пехотного полка фон Шольтена, а в 1795—1806 годах — шефом пехотного полка фон Клинковстрема.
Во время Войны первой коалиции против революционной Франции Пирх возглавил авангард прусской армии герцога Брауншвейгского. Он участвовал в переправе армии через Рейн 30 января 1793 года. Затем он сражался в битве при Морлаутерне 18—19 ноября 1793 года, за что 7 декабря 1793 года получил орден Красного Орла. 23 мая 1795 года участвовал в битве при Кайзерслаутерне.
После заключения Базельского мира (1795 год) Франц Отто фон Пирх около десяти лет не возвращался на активную воинскую службу. 28 мая 1800 года он стал кавалером ордена Черного орла, не позднее 1805 года повышен до генерал-лейтенанта и служил генеральным инспектором пехоты, расквартированной в Померании.
Во время войны Четвёртой коалиции фон Пирх возглавил корпус в армии герцога Брауншвейгского, которая была разбита маршалом Даву в битве при Ауэрштедте. После окончания войны фон Пирх был переведён на тыловую почётную должность губернатора Кольберга с жалованием 3 000 талеров в год. 
Генерал фон Пирх скончался в Старгарде в 1813 году.

## Семья
Генерал фон Пирх был женат два раза. В первый раз он женился в 1762 году в Магдебурге на Шарлотте Фридерике фон Винкельман (3 августа 1740 — 8 января 1781), дочери военного чиновника Христиана Людвига фон Винкельмана. Овдовев, Пирх 31 января 1785 в Данциге женился второй раз — на Элеоноре Генриетте, разведённой графине Шверинской (1744—1806), дочери прусского военного советника Даниэля Фридриха Хендерсена. От обоих браков родились следующие дети:
- Георг Дубислав Людвиг (1763–1838) — прусский генерал-лейтенант и кавалер ордена «Pour le Mérite» с дубовыми листьями.
- Отто Карл Лоренц (1765–1824) — прусский генерал-лейтенант и кавалер ордена «Pour le Mérite» с дубовыми листьями.
- Эрнст Фридрих (1766—?) — прусский штабс-капитан и кавалер ордена «Pour le Mérite.»
- Кристоф Вильгельм Рюдигер (de:Christoph Wilhelm Rüdiger von Pirch; 1767–1846) — прусский генерал-майор.
- Ганс Николаус Гютцлафф (1768–1825) — прусский полковник и комендант Саарлуи.
- Карл Вильгельм Готтлоб (1777–1846) — прусский капитан флота.
- Франц Генрих Гнеомар (1785–1813) — прусский старший лейтенант.
- Шарлотта Фридерика Филиппина (1786—?) — супруга Эрнста Александра фон Унру.